# Pheidole lemur
Pheidole lemur är en myrart som beskrevs av Auguste-Henri Forel 1912. Pheidole lemur ingår i släktet Pheidole och familjen myror.

## Underarter
Arten delas in i följande underarter:
- P. l. lemur
- P. l. rochai